# Mongolia na Zimowych Igrzyskach Paraolimpijskich 2010
Reprezentacja Mongolii na Zimowe Igrzyska Paraolimpijskie 2010 liczyła 2 reprezentantów. Obaj startowali w biegach narciarskich.

## Kadra

### Biegi narciarskie
- Zorig Enkhbaatar - osoby stojące
- Sukhbaatar Nyamaa - osoby stojące